# Villány (Weinbaugebiet)

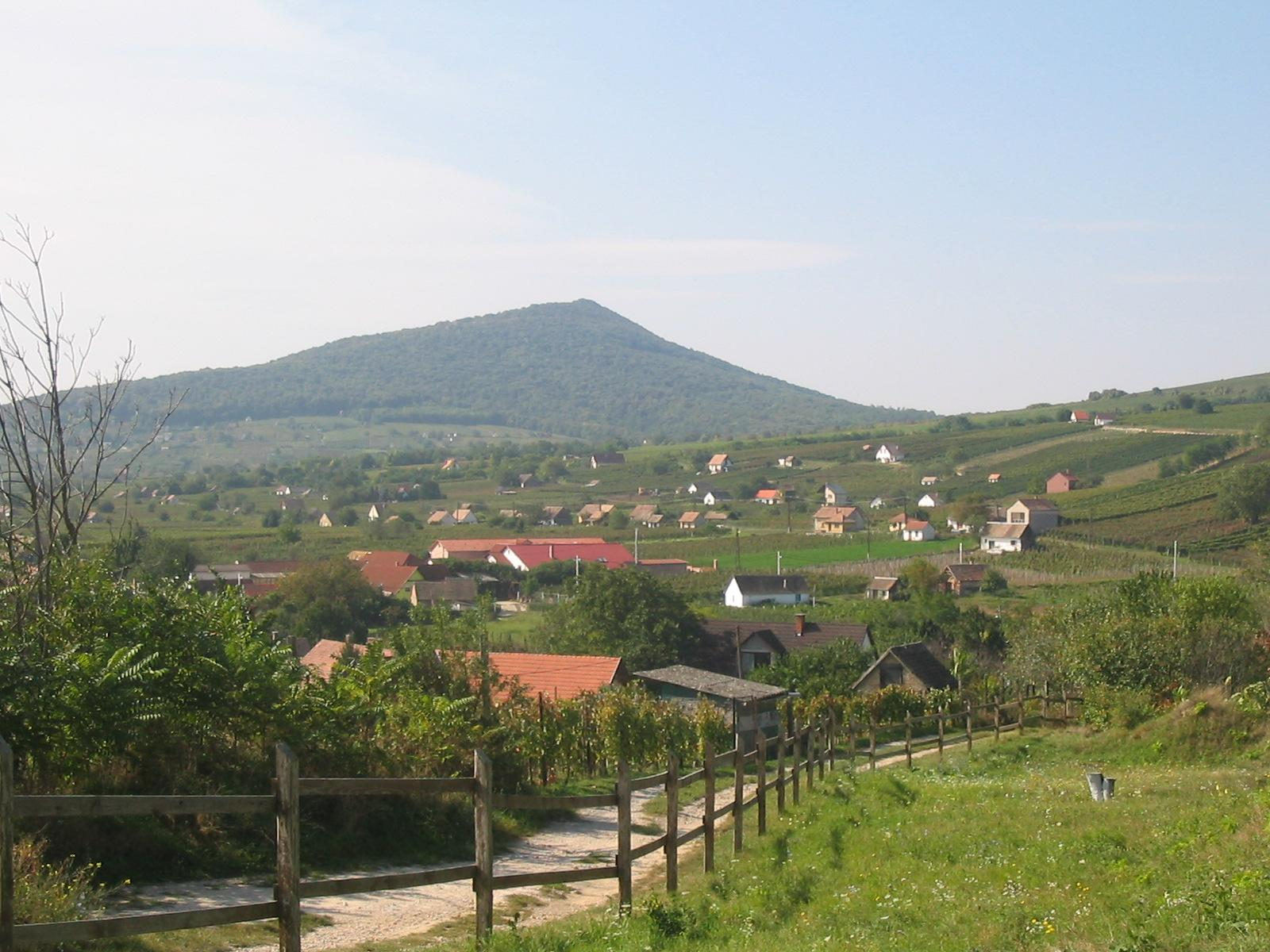
Rebflächen bei Villány

Lage in Ungarn (rot eingefärbt)

Villány (früher Villány-Siklós) [ˈvilːaːɲ ˈʃikloːʃ] ist Ungarns südlichstes Weinbaugebiet (→ Weinbau in Ungarn). Hier wachsen vor allem Rotweine. Nur Weine aus der Umgebung von Villány, die die strengen Kriterien der entsprechenden Herkunftsbestimmungen erfüllen, dürfen den Namen Villány auf der Flasche tragen.
Während früher überwiegend die roten Rebsorten Blaufränkischer sowie Oporto und Kadarka angebaut wurden, sind es heute in zunehmendem Maße die internationalen Sorten Cabernet und Merlot. Bei den Weißweinen sind es Chardonnay und Welschriesling („Olaszrizling“). In Villány gab es die ersten ökologisch arbeitenden Premiumwinzer Ungarns, die alle wichtigen europäischen Zertifizierungen erreichten. Inzwischen ist das Weingebiet Villány das Weinanbaugebiet Ungarns mit dem größten Anteil an Biowinzern. Die Böden des Weinanbaugebietes sind lehmig, mitunter auch von eisenhaltigen roten Tonanteilen geprägt. Der Bergkette zwischen Villány und Siklós bis Csarnóta entspringen keine Wasserläufe. Es gibt hier nur wenige Quellen.